# Юрген Кох
Юрген Кох (нім. Jürgen Koch; нар. 1 січня 1973, м. Траун, Верхня Австрія, Австрія) — австрійський бадмінтоніст.
Учасник Олімпійських ігор 1992 в одиночному і парному розрядах. В одиночному розряді у першому раунді переміг Штефана Куля з Німеччини 2:1. У другому раунді поступився Wong Wai Lap з Гонконга 1:2. У парному розряді у першому раунді пара Ганнес Фукс/Юрген Кох пуступилась парі Anil Kaul/Девід Гамбл з Канади 0:2.
Чемпіон Австрії в одиночному розряді (1990, 1991, 1997, 1998, 1999, 2000, 2001, 2002, 2003, 2004, 2005, 2007, 2008), в парному розряді (1990, 1991, 1993, 1994, 1997, 1999, 2000, 2001, 2002, 2009, 2010), в змішаному парному розряді (1997, 2009, 2010).[джерело?]
Переможець Canadian Open в змішаному парному розряді (1994). Переможець Czech International в змішаному парному розряді (1994). Переможець Slovenian International в одиночному розряді (1994, 2002), в парному розряді (2009). Переможець Hungarian International в парному розряді (2005), в змішаному парному розряді (1995). Переможець Slovak International в парному розряді (1996, 1997, 2005). Переможець Austrian International в одиночному розряді (1998), в парному розряді (2006). Переможець Romanian International в парному розряді (2010).